# سیارک ۱۸۱۴۸۳
سیارک ۱۸۱۴۸۳ (به انگلیسی: 181483 Ampleforth، نامگذاری:2006TA95) صد و هشتاد و یک هزار و چهارصد و هشتاد و سومین سیارک کشف شده‌است که در ۱۵ اکتبر ۲۰۰۶ کشف شد.